# Rituale der Sikhs
Dieser Artikel wurde in der Qualitätssicherung Religion eingetragen. Hilf mit, die inhaltlichen Mängel dieses Artikels zu beseitigen, und beteilige dich an der Diskussion.
Rituale der Sikhs sind die von Anhängern des Sikhismus durchgeführten Glaubenspraktiken im Tempel (Gurdwara) und im Alltagsleben. Ein Ritual der Sikhs ist zum Beispiel, die heilige Schrift Guru Granth Sahib am Ende einer religiösen Zeremonie oder Lesung in ihren nächtlichen Ruheraum Sach khand zu bringen.

## Geburt und Namensgebung (Janam und Naam Sanskar)
Die Vorbereitungen für die Geburt beginnen in traditionellen Sikh-Familien schon während der Schwangerschaft. In dieser Zeit rezitieren oder singen sie Shabad Kirtan (die heiligen Verse im Guru Granth Sahib) und praktizieren Naam Simran (Waheguru Naam Rezitation/Meditation). Die Mütter, die nicht in der Lage sind, diese Hymnen selbst zu rezitieren, können sich diese mit Hilfe von Audiomedien anhören. Wenn ein Kind geboren wurde, wird die Amrit-Zeremonie durchgeführt: Amrit wird hergestellt, indem man Zuckerkristalle in Wasser auflöst. Dabei werden die ersten fünf Verse von Japji gelesen. Von dem Amrit werden ein paar Tropfen auf die Stirn des Kindes geträufelt, den Rest trinkt die Mutter.
Wenn die Mutter sich nach der Geburt wohl genug fühlt, geht sie mit der Familie in den Gurdwara. Der Granthi öffnet dort den Guru Grant Sahib und das Kind bekommt einen Namen, der mit dem ersten Buchstaben der linken Seite, die aufgeschlagen wird, beginnt. Die Eltern können entscheiden, ob sie dem Kind einen Namen aus dem Guru Grant Sahib oder einen anderen geben wollen. Wichtig ist nur, dass der Name mit dem aufgeschlagenen Buchstaben anfängt.

## Anknoten des Turbans (dastar bandi)
Bevor die Jungen einen Dastar erhalten, tragen sie einen Patka. Zwischen 12 und 16 Jahren erhält jeder Sikhjunge einen Turban. Während Ardas rezitiert wird, bindet der Granthi, oder ein anderes angesehenes Mitglied der Sikh-Gemeinde ihm seinen ersten Turban um. Diese Zeremonie signalisiert den Respekt, der dem Turban innerhalb der Sikh-Tradition zukommt.

## Der Beginn der Khalsa (Amrit Sanchar oder Khande di Pahul)
Einige Sikhs möchten gemäß der Sikh-Religion und der Anweisung des zehnten Sikh-Gurus, Guru Gobind Singh sich in den Khalsa Panth initiieren lassen. Die Bruderschaft der Reinen. Diese Taufzeremonie wird von den Panj Piare (den Fünf Geliebten) vollzogen sowie zwei weitere getaufte Sikhs, von denen der eine vor dem (Guru Granth Sahib) sitzt und der andere als Wächter an der Tür des Raumes steht. Niemand darf während der Zeremonie den Raum betreten oder verlassen. Vor der Zeremonie müssen die zu initiierende Sikhs und die Panj Piare duschen und ihre Haare waschen. Die Khalsa Aspiranten müssen die 5 K’s tragen.
Ablauf der Taufzeremonie:
1. Einer der Panj Piare hebt die Bedeutung der Zeremonie hervor und führt einen Hukam durch.
2. In der Eisenschale werden Zuckerkristalle in Wasser mit dem Khanda (zweischneidiges Schwert) aufgelöst, die fünf Panj Piare sitzen um die Eisenschale herum in Bir Asan, indem ein Knie den Boden berührt.
  1. Dabei rezitiert der erste der Panj Piare das erste von fünf Gebeten: Japji Sahib, währenddessen er das Zuckerwasser mit dem Khanda in Vorwärts und Rückwärtsbewegungen durchläuft.
  2. Wenn das erste Gebet abgeschlossen ist, nimmt der zweite Panj Piare das Khanda und rezitiert das zweite Gebet das "Jaap Sahib", auch er durchläuft während der Rezitation das Taufwasser mit dem Khanda, bis das zweite Gebet abgeschlossen wird.
  3. Der dritte Panj Piare rezitiert das dritte Gebet das "Tavprasad Savaiye", auch er durchläuft das Taufwasser mit dem Khanda bis zum Schluss des dritten Gebets.
  4. Es folgt der vierte Panj Piare, der das vierte Gebet rezitiert "Chaupai Sahib", wie seine Vorgänger durchläuft er das Taufwasser mit dem Khanda in Vorwärts- und Rückwärtsbewegungen.
  5. Danach kommt der letzte Panj Piare, er rezitiert das fünfte Gebet, das Anand Sahib, auch er durchläuft das Taufwasser mit dem Khanda.
3. Im Anschluss daran geben je zwei Panj Piare dem Aspiranten 5 Hände Amrit zu trinken, bevor jedem Mal sagen sie Waheguru ji ka Khalsa Waheguru ji ki Fateh, der Sikh antwortet jedes Mal Waheguru ji ka Khalsa Waheguru ji ki Fateh. Danach wird dem Sikh fünf Mal Amrit in die Augen gespritzt, auch hier werden fünf Mal Waheguru ji ka Khalsa Waheguru ji ki Fateh aufgesagt. Im Anschluss daran wird dem Sikh fünf Mal Taufwasser auf die Kopfoberfläche getan. Wenn alle durch sind, trinkt jeder direkt aus der Eisen-Schale ein paar Schluck von dem Taufwasser.
4. Die initiierten Sikhs (Amritdharis) werden danach von den Panj Piare in das Mool Mantra und in das Gurmantra Waheguru initiiert.
5. Den getauften Sikhs wird das gesamte Rehat Maryada von einem der Panj Piare gelehrt und vorgetragen.

## Hochzeit (Anand Karaj)

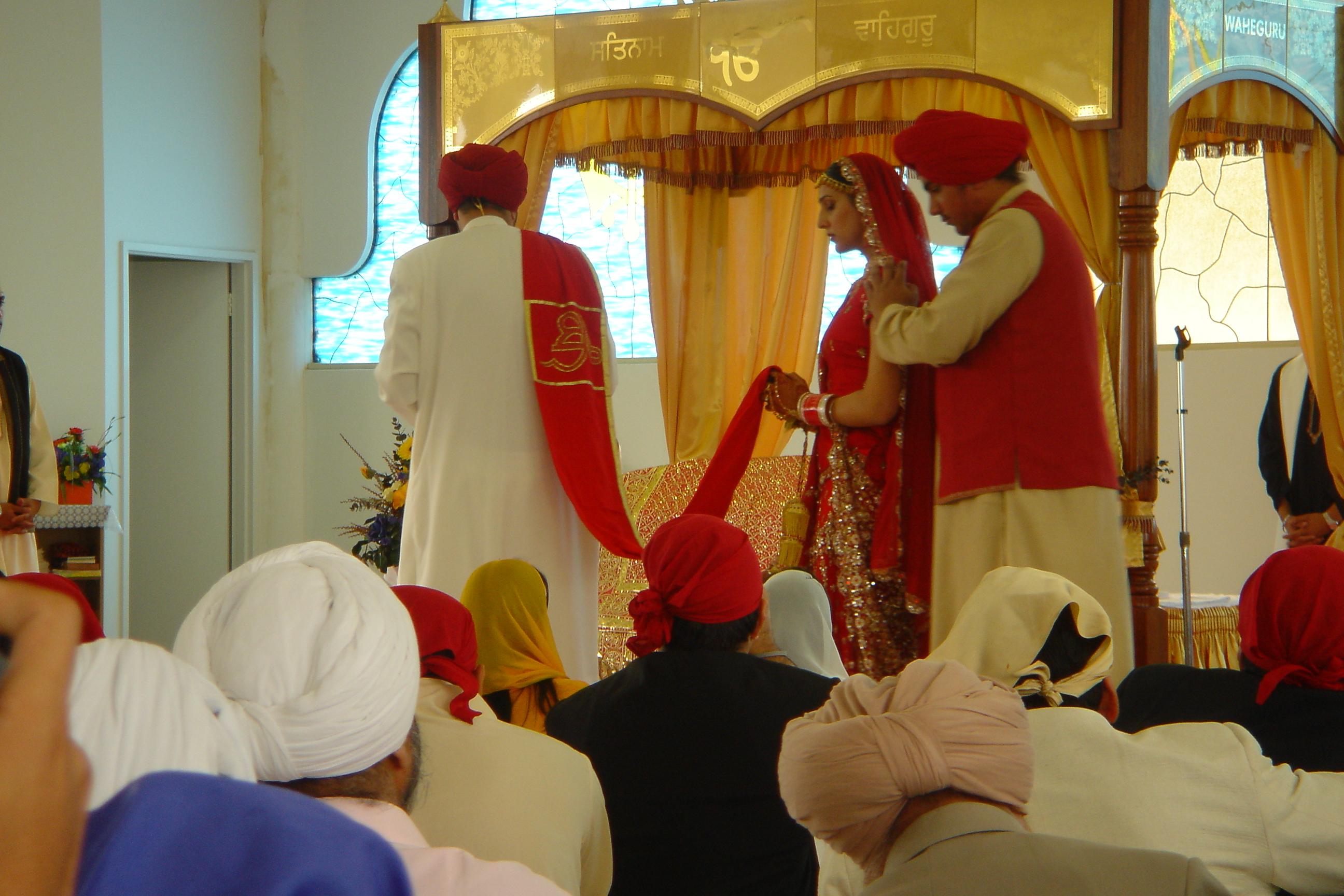
Hochzeitszeremonie eines Sikh-Paares

In den meisten Sikh-Familien heutzutage sucht sich das Brautpaar selbst aus. In manchen Sikhfamilien bitten zunächst die Eltern einen Freund oder guten Bekannten als Heiratsvermittler zu agieren (vichola). Hat dieser einen geeigneten Partner gefunden, arrangiert er ein Treffen der Familien. Wenn die zukünftigen Partner mit dem/der anderen einverstanden sind, werden Hochzeitsvorbereitungen getroffen, deren Ablauf wie folgt stattfindet:
1. Verlobung: Die Familien treffen sich meistens im Gurdwara. Ein Ardas wird gesprochen und die Eltern der Tochter bieten ihrem Zukünftigen einen eisernen Armreif an.
2. Voreheliche Zeremonien
3. Hochzeitsprozession
4. Hochzeitszeremonie: Man versammelt sich vor dem Guru Granth Sahib. Der Brautvater gibt das Ende eines Schals jeweils in eine Hand der Brautleute. Der Granthi singt daraufhin vier Stanzen (Gedichte) aus dem Guru Granth Sahib, während das Brautpaar vier Mal den Guru Granth Sahib umrundet.
5. Empfang: Die Braut geht nochmals zum Haus ihrer Eltern, verabschiedet sich endgültig davon und zieht in das Haus ihres Ehemannes.

## Tod
Die Sikhs praktizieren die Verbrennung des Körpers (Einäscherung). Die Mitglieder der Familie waschen den Verstorbenen und ziehen ihm frische Kleider und, wenn der Sikh getauft ist, die 5 Ks an. Nach der Einäscherung wird der Guru Grant Sahib innerhalb von 10 Tagen im Haus des Verstorbenen von dem Granthi komplett durchgelesen. Die Trauernden hören dabei zu.